# Goni
Goni là một đô thị ở tỉnh Sud Sardegna, Sardegna, Ý. Goni có diện tích 18,71  km², dân số 556 người với mật độ dân số 29,72 người/ km². Các đô thị giáp ranh: Ballao, Escalaplano, Orroli, Silius, Siurgus Donigala